# Panzer VIII Maus
Il Panzer VIII Maus (in tedesco letteralmente "topo") indicato dall'Ispettorato Armamenti come Sonderkraftfahrzeug 205 (Sd. Kfz. 205) era un carro armato superpesante tedesco della seconda guerra mondiale, spesso indicato anche come Panzer VIII. Sebbene nel 1945 siano stati prodotti 3 esemplari di Panzer VIII, due vennero presto distrutti dopo la realizzazione affinché non cadessero in mano nemica.
L'ultimo e unico esemplare rimasto è ora esposto al museo di Kubinka, in Russia.

## Lo sviluppo
Presentato come progetto preliminare da Ferdinand Porsche ad Adolf Hitler nel giugno 1942, dopo l'approvazione da parte del Führer e del ministro degli armamenti Albert Speer, venne costruito nel 1943 un prototipo (a cui se ne aggiunse successivamente un secondo) che ricevette inizialmente il nome di Mammut. Venne ridenominato ironicamente Mäuschen (topolino) nel dicembre del 1942, per assumere la denominazione finale di Maus (topo) nel febbraio 1943.
Il prototipo fu completato nel novembre 1943 e venne provato utilizzando una torretta simulata e opportunamente zavorrata. Il secondo esemplare venne provato a partire dal giugno 1944 nell'area di prove della Krupp. La costruzione venne praticamente abbandonata nell'ultimo anno di guerra, dopo che ne erano stati ordinati sei esemplari.

## La tecnica
Si trattava di un carro superpesante da 188 tonnellate; dato il peso, i cingoli dovevano essere larghi 1 metro per muovere una tale massa sul campo di battaglia. Sacrificando la mobilità, si puntava quindi su enormi spessori della corazzatura e sull'installazione di un armamento di calibro notevole per un carro armato dell'epoca: solo i carri pesanti sovietici avevano cannoni paragonabili. In particolare, l'armamento principale avrebbe dovuto essere il 12,8 cm KwK 44 di origine antiaerea (montato anche sullo Jagdpanzer VI Jagdtiger) accoppiato con un 7,5 cm KwK 44 per l'ingaggio dei bersagli meno cospicui. L'architettura del mezzo era quella usuale dei mezzi progettati da Porsche, con il motore centrale, il vano da combattimento anteriore e la torretta arretrata.

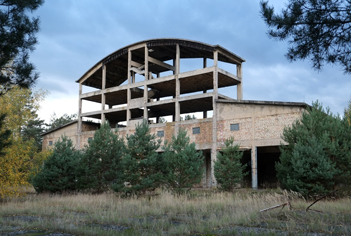
Il poligono di Kummersdorf dove vennero collaudati i Maus

Il motore era un Daimler-Benz da 1750 CV, diesel nel prototipo e a benzina nel secondo. La trasmissione, secondo i criteri di progettazione di Porsche, era elettrica: il motore termico azionava due generatori elettrici la cui potenza alimentava due motori elettrici collegati ai due assi motori dei cingoli. In questo modo si poteva comandare il movimento semplicemente regolando la velocità dei due motori elettrici. Il motore era fornito di un dispositivo di guado (snorkel) che ne permetteva il movimento sotto il livello dell'acqua (fino a una profondità di 8 m) senza preparazione. Questo dispositivo serviva soprattutto per il guado dei fiumi, considerando che i ponti in grado di sostenere il peso di questo mezzo erano in numero estremamente limitato, soprattutto dopo i bombardamenti subiti dalla rete viaria tedesca.
Le sospensioni erano su barre di torsione che gestivano gruppi di quattro ruote folli che appoggiavano sui cingoli. In totale le ruote folli erano 48, su posizioni differenti (come nel treno di rotolamento del Panzer V Panther e del Panzer VI Tiger I).
La corazzatura, spessa fino a 240 mm (fronte della torretta) era di piastre laminate e saldate. La protezione frontale della torretta era assicurata da una singola piastra di 240 mm di spessore, calandrata come quella della torretta del Tiger I, mentre la protezione posteriore era assicurata da una piastra di spessore minore, ma leggermente inclinata. Il peso totale della torretta, che era la stessa montata sul prototipo del Panzer E-100, era previsto in 50 tonnellate: essa, quindi, aveva una massa di poco inferiore a quella di un intero Panzer VI Tiger I (57 t). La prima torretta non venne completata prima della metà del 1944.

## Osservazioni sull'impiego
Non è noto se abbia partecipato a combattimenti; vennero trovati alcuni esemplari gravemente danneggiati nel poligono di Kummersdorf, non si sa se distrutti dai sovietici o dai tedeschi: c'è la possibilità che potessero essere stati usati a difesa del poligono, ma non vi sono prove. Sulla base delle sue caratteristiche, è possibile farsi un'idea dei problemi di impiego di questo veicolo assolutamente fuori dagli standard.

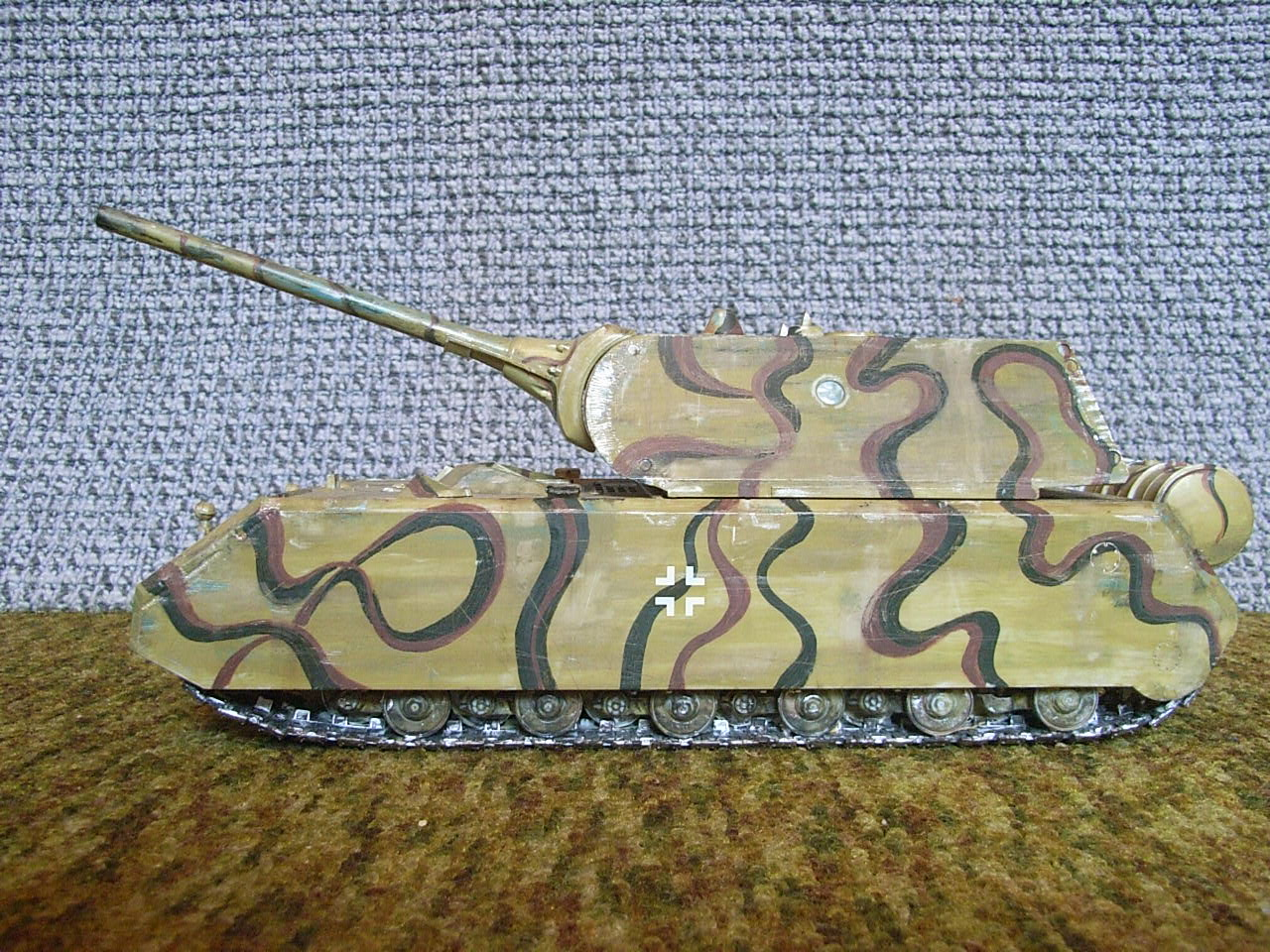
Vista laterale del carro

Il Maus era certamente superiore a tutti i carri alleati, compresi quelli sovietici delle serie IS-1, IS-2 e IS-3; d'altra parte la corazzatura di 240 mm gli permetteva di accettare il combattimento con qualsiasi carro. L’unico in grado di tenergli testa era il prototipo pesante russo Object 260, con un cannone anticarro da 130 mm in grado di perforargli le corazze laterale e posteriore. Ma l’Object 260 o JS-7 era solo un prototipo costruito in parte, mai usato in battaglia.
Il suo tallone di Achille era la scarsa mobilità: considerando sia la pressione al suolo (circa 1 kg/cm2) sia il rapporto peso/potenza, il movimento rimaneva estremamente difficoltoso, soprattutto su terreno morbido. Doveva fare affidamento sul sistema viario tedesco, che dal 1944 era oggetto di continui bombardamenti. Se si aggiungevano l'eccessivo consumo di carburante (3 000/4 000 litri per 100 km) e la scarsa maneggevolezza in terreno aperto, se messo in produzione non avrebbe avuto nessuna influenza.
Un esemplare, ricostruito recuperando pezzi di almeno un paio di prototipi, è visibile al museo dei mezzi corazzati di Kubinka, in Russia.